# Tube de flux magnétique

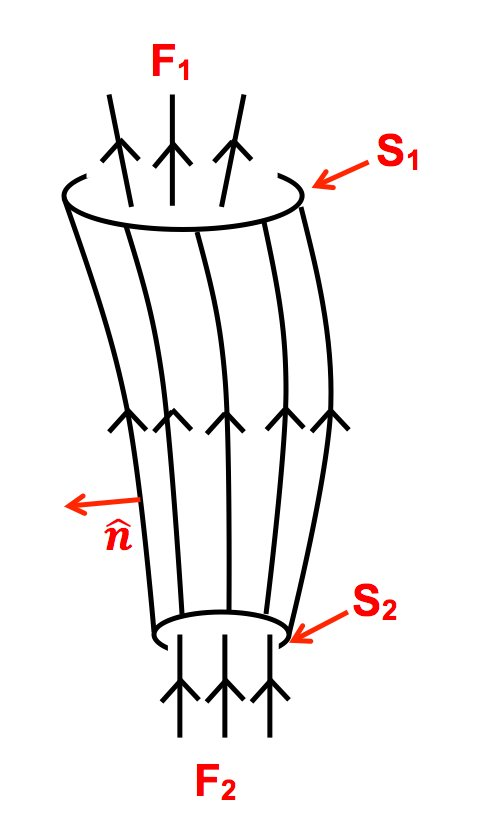
Tube de flux magnétique.

Un tube de flux magnétique caractérise une région de l'espace où règne un fort champ magnétique occupant un territoire approximativement tubulaire. Ce champ, à la surface de sa zone de répartition, est parallèle à cette surface. On en trouve généralement autour des grands corps célestes tels que les étoiles. Le Soleil possède de nombreux tubes de flux, avec des diamètres de l'ordre de 300 kilomètres pour la plupart. Un certain nombre de tubes de flux plus importants comportant des diamètres de l'ordre de 2 500 kilomètres sont connus comme étant directement en rapport avec les taches solaires.
La magnétosphère de certaines planètes inclut des tubes de flux : un exemple bien connu est celui du tube de flux entre magnétosphère de Jupiter et sa lune Io.